# Кайсхайм
Кайсхайм (нем. Kaisheim) — община в Германии, в земле Бавария. 
Подчиняется административному округу Швабия. Входит в состав района Донау-Рис.  Население составляет 4331 человек (на 31 декабря 2010 года). Занимает площадь 41,56 км².